# Amphia hepialoides
Amphia hepialoides là một loài bướm đêm trong họ Noctuidae.